# Együtt
Együtt (deutsch Gemeinsam, ehemals Együtt 2014) war von 2013 bis 2018 eine politische Partei in Ungarn. Sie entstand 2012 als Oppositionsplattform durch den Zusammenschluss von drei linksgerichteten und liberalen zivilgesellschaftlichen Organisationen unter der Führung des ehemaligen Ministerpräsidenten Gordon Bajnai. Als Partei trat Együtt bei der Parlamentswahl 2014 als Teil des Wahlbündnisses „Összefogás“ an und zog mit drei Abgeordneten ins ungarische Parlament ein. Bei der Parlamentswahl 2018 trat sie alleine an und erreichte 0,7 % der Stimmen sowie ein Direktmandat. Daraufhin löste sich Együtt im Juni 2018 aus finanziellen Gründen auf.

## Geschichte
Die Plattform ging am 26. Oktober 2012 aus der gewerkschaftlichen Szolidaritás („Bewegung Ungarische Solidarität“), der als Facebook-Gruppe entstandenen Bewegung Egymillióan a magyar sajtószabadságért (Milla, „Eine Million für die ungarische Pressefreiheit“) und dem Think Tank Haza és Haladás („Heimat und Fortschritt“) des ehemaligen Ministerpräsidenten Gordon Bajnai hervor. Szolidaritás und Milla hatten drei Tage zuvor eine Demonstration zum Jahrestag des ungarischen Volksaufstands in Budapest organisiert, die mit über 50.000 Teilnehmern als größte oppositionelle Demonstration seit Antritt der Fidesz-Regierung 2010 galt. Bei dieser trat Bajnai als Hauptredner auf und kündigte seine Rückkehr in die Politik an.
Er erklärte einen Regierungswechsel und eine Rücknahme der Verfassungsänderungen der Regierung Orbán, aber auch eine „neue politische Kultur“ zum Ziel der Wählerbewegung. Bei Wahlumfragen im November 2012 lag diese mit 14 % auf dem zweiten Platz. Im März 2013 gründete sich Együtt 2014 offiziell als Partei, um an der Parlamentswahl 2014 teilnehmen zu können. Ihr offizielle Name lautete Együtt – a Korszakváltók Pártja („Gemeinsam – Partei für eine neue Epoche“), da sich bereits eine andere Gruppierung auf den Namen Együtt 2014 registrieren lassen hatte.
Unter den Kräften im Mitte-Links-Spektrum befürwortete als erster der Vorsitzende der Partei Demokratikus Koalíció, Ferenc Gyurcsány, Bajnai als gemeinsamen Spitzenkandidaten der Opposition. Die Grüne Partei LMP lehnte eine Zusammenarbeit mit Együtt 2014 (wie auch mit allen anderen Parteien) ab, was zu parteiinternen Auseinandersetzungen und der Abspaltung der Partei  Párbeszéd Magyarországért (PM) führte. Der PM ging daraufhin für die Parlamentswahl eine Listenverbindung mit Együtt ein. Die Ungarische Sozialistische Partei (MSZP) trat Mitte 2013 in Verhandlungen über ein gemeinsames Wahlprogramm und gemeinsame Kandidaten mit Együtt ein, beanspruchte aber den Posten der Spitzenkandidaten für ihren Vorsitzenden Attila Mesterházy.
Zur Parlamentswahl 2014 trat Együtt schließlich im Wahlbündnis „Összefogás“ gemeinsam mit den Parteien MSZP, PM, DK und MLP an. Mit einem Ergebnis von 26 % gelang dem Bündnis der angestrebte Regierungswechsel nicht. Für Együtt gewann Szabolcs Szabó im Budapester Wahlbezirk Csepel–Soroksár das einzige Direktmandat; zwei weitere Együtt-Kandidaten zogen über die Landesliste ins ungarische Parlament ein. Nachdem sich „Összefogás“ bereits wenige Tage nach der Parlamentswahl wieder aufgelöst hatte, wurde die Kooperation mit dem PM fortgeführt. Bei der Europawahl 2014 erreichten die Parteien gemeinsam 7,25 % der Stimmen und ein Mandat (für PM) im europäischen Parlament.
Zur Parlamentswahl 2018 trat Együtt alleine an, unterstütze aber aussichtsreiche Oppositionskandidaten anderer Parteien in einzelnen Wahlkreisen. Die Partei scheiterte mit 0,66 % der Listenstimmen deutlich an der Fünf-Prozent-Hürde, verteidigte aber ihr einziges Direktmandat. Da auch die Ein-Prozent-Marke, die Voraussetzung für staatliche Wahlkampfunterstützung, unterschritten wurde, musste die Partei nach der Wahl 153 Millionen Forint (etwa 470.000 Euro) zurückzahlen. Finanzielle Folgen für den Vorstand und die Direktkandidaten konnten nur durch eine Spendenkampagne und die Auflösung der Partei abgewendet werden. Diese erfolgte offiziell am 2. Juni 2018.

## Wahlergebnisse
| Wahl                | Stimmen                         | %                               | Mandate |
| ------------------- | ------------------------------- | ------------------------------- | ------- |
| Parlamentswahl 2014 | in Összefogás a                 | in Összefogás a                 | 3 / 199 |
| Europawahl 2014     | mit Párbeszéd Magyarországért b | mit Párbeszéd Magyarországért b | 0 / 21  |
| Parlamentswahl 2018 | 37.562                          | 0,7                             | 1 / 199 |